# Absetzung (Steuerrecht)
Absetzung umfasst mehrere Bedeutungen.
- Im Steuerrecht und Sozialrecht bezeichnet sie beispielsweise die zulässigen Abzüge von bestimmten Ausgaben bei der Ermittlung des zu versteuernden Einkommens bzw. anderer Bemessungsgrundlagen.
- Die bei abnutzbaren Gütern des Anlagevermögens erfolgenden Abschreibungen werden im Steuerrecht als Absetzung für Abnutzung bezeichnet.
- Der Begriff Absetzung wird auch im Zusammenhang bei einer Hehlerei benutzt.

## Steuerrecht
Es muss nur der Teil der Einnahmen versteuert werden, der übrig bleibt, nachdem folgende Aufwendungen abgezogen wurden: 
- Betriebsausgaben
- Werbungskosten
- Ein Sonderfall sind Absetzungen für Abnutzung (AfA). Diese sind i. d. R. Teil von Betriebsausgaben bzw. Werbungskosten
- Sonderausgaben
- Außergewöhnliche Belastung

### Steuerhehlerei
Absetzen bedeutet hier, eine Sache an einen Dritten – unabhängig von dessen Gut- oder Bösgläubigkeit – zu veräußern.

## Sozialrecht (Deutschland)
Absetzbeträge wie Versicherungspauschale, Mehraufwendungen für Verpflegung, Werbungskostenpauschale und Entfernungspauschale regelt § 6 der Sozialgeld-Verordnung des Arbeitslosengelds II.